# Carlos Berlocq
Carlos Berlocq, né le 3 février 1983 à Chascomús, est un joueur de tennis argentin, professionnel sur le Circuit ATP de 2001 à 2019.
Il a remporté deux titres en simple sur le circuit ATP, ainsi que deux titres en double messieurs. Il atteint son meilleur classement ATP en 2012, à la 37e place mondiale.
Avec l'Équipe d'Argentine, il remporte la Coupe Davis en 2016.

## Carrière
En 2006, aux Masters de Miami, Carlos Berlocq a infligé à Donald Young un 6-0, 6-0 au premier tour, ce qui est sa première victoire sur le circuit principal, avant d'être lui-même battu sur ce score par James Blake au second tour.
En 2007, pour le premier match sur gazon de sa carrière, il s'offre l'ancien no 1 mondial Juan Carlos Ferrero alors no 18 mondial.
En 2011, il rencontre pour la première fois le no 1 mondial Novak Djokovic, à l'US Open, défaite 0-6, 0-6, 2-6.
En 2012, il atteint sa première finale à Viña del Mar au Chili.
En 2013, il atteint les 1/8 de finale en Masters 1000 à Indian Wells.
Ses victoires sur des joueurs du top 20 :
- no 6 Tomáš Berdych, 0-6, 7-5, 6-1, en 2014 à Oeiras sur terre battue ;
- no 12 Gilles Simon, 6-2, 6-1, en 2012 à Buenos Aires sur terre battue ;
- no 13 Gilles Simon, 7-65, 6-3, en 2012 à Acapulco sur terre battue ;
- no 13 Gilles Simon, 6-4, 5-7, 6-3, 6-4, en 2013 à Buenos Aires (Coupe Davis) sur terre battue ;
- no 16 Kei Nishikori 6-2, 6-2, en 2013 à Indian Wells sur dur ;
- no 18 Juan Carlos Ferrero, 2-6, 6-3, 6-2, en 2007 à Bois-le-Duc sur gazon ;
- no 19 Philipp Kohlschreiber, 3-6, 7-5, 2-6, 6-4, 4-5 (service à suivre Kohlschreiber) abandon, en 2013 à Buenos Aires (Coupe Davis) sur terre battue.

Il a remporté 19 tournois Challenger en simple : à Turin, Cordenons et Buenos Aires en 2005, Naples (Floride) en 2006, Barletta et Turin en 2007, Reggio d'Émilie, San Benedetto et Todi en 2010, Turin, Todi, Palerme, Buenos Aires et Montevideo en 2011, Porto Alegre en 2014, São Paulo en 2015, Blois en 2016, Rio de Janeiro en 2017 et Panama en 2018.
Le 22 décembre 2019, Carlos Berlocq, alors âgé de 36 ans, annonce qu'il met un terme à sa carrière.

## Palmarès

### Titres en simple messieurs
| No | Date       | Nom et lieu du tournoi       | Catégorie | Dotation  | Surface      | Finaliste         | Score         |          |
| -- | ---------- | ---------------------------- | --------- | --------- | ------------ | ----------------- | ------------- | -------- |
| 1  | 08-07-2013 | Skistar Swedish Open, Båstad | ATP 250   | 433 770 € | Terre (ext.) | Fernando Verdasco | 7-5, 6-1      | Parcours |
| 2  | 28-04-2014 | Portugal Open, Oeiras        | ATP 250   | 426 605 € | Terre (ext.) | Tomáš Berdych     | 0-6, 7-5, 6-1 | Parcours |

### Finale en simple messieurs
| No | Date       | Nom et lieu du tournoi | Catégorie | Dotation  | Surface      | Vainqueur   | Score          |          |
| -- | ---------- | ---------------------- | --------- | --------- | ------------ | ----------- | -------------- | -------- |
| 1  | 30-01-2012 | VTR Open, Viña del Mar | ATP 250   | 398 250 $ | Terre (ext.) | Juan Mónaco | 6-3, 61-7, 6-1 | Parcours |

### Titres en double messieurs
| No | Date       | Nom et lieu du tournoi  | Catégorie | Dotation  | Surface      | Partenaire      | Finalistes                         | Score            |          |
| -- | ---------- | ----------------------- | --------- | --------- | ------------ | --------------- | ---------------------------------- | ---------------- | -------- |
| 1  | 12-07-2010 | MercedesCup Stuttgart   | ATP 250   | 398 250 € | Terre (ext.) | Eduardo Schwank | Christopher Kas Philipp Petzschner | 7-65, 7-66       | Parcours |
| 2  | 03-08-2015 | Generali Open Kitzbühel | ATP 250   | 439 405 € | Terre (ext.) | Nicolás Almagro | Robin Haase Henri Kontinen         | 5-7, 6-3, [11-9] | Parcours |

### Finales en double messieurs
| No | Date       | Nom et lieu du tournoi      | Catégorie   | Dotation    | Surface      | Vainqueurs                         | Partenaire           | Score             |          |
| -- | ---------- | --------------------------- | ----------- | ----------- | ------------ | ---------------------------------- | -------------------- | ----------------- | -------- |
| 1  | 14-07-2008 | Studena Croatia Open Umag   | Int' Series | 305 000 €   | Terre (ext.) | Michal Mertiňák Petr Pála          | Fabio Fognini        | 2-6, 6-3, [10-5]  | Parcours |
| 2  | 17-10-2011 | Kremlin Cup Moscou          | ATP 250     | 725 000 $   | Dur (int.)   | František Čermák Filip Polášek     | David Marrero        | 6-3, 6-1          | Parcours |
| 3  | 30-01-2012 | VTR Open Viña del Mar       | ATP 250     | 398 250 $   | Terre (ext.) | Frederico Gil Daniel Gimeno-Traver | Pablo Andújar        | 1-6, 7-5, [12-10] | Parcours |
| 4  | 01-10-2012 | China Open Pékin            | ATP 500     | 2 205 000 $ | Dur (ext.)   | Bob Bryan Mike Bryan               | Denis Istomin        | 6-3, 6-2          | Parcours |
| 5  | 08-07-2013 | Skistar Swedish Open Båstad | ATP 250     | 433 770 €   | Terre (ext.) | Nicholas Monroe Simon Stadler      | Albert Ramos-Viñolas | 6-2, 3-6, [10-3]  | Parcours |

## Parcours dans les tournois duGrand Chelem

### En simple
| Année | Open d'Australie | Open d'Australie  | Internationaux de France | Internationaux de France | Wimbledon       | Wimbledon       | US Open         | US Open        |
| ----- | ---------------- | ----------------- | ------------------------ | ------------------------ | --------------- | --------------- | --------------- | -------------- |
| 2006  | 1er tour (1/64)  | Björn Phau        | 1er tour (1/64)          | Ivan Ljubičić            | 1er tour (1/64) | R. Bloomfield   | —               | —              |
| 2007  | —                | —                 | 2e tour (1/32)           | Potito Starace           | 1er tour (1/64) | Danai Udomchoke | 1er tour (1/64) | Radek Štěpánek |
| 2008  | 1er tour (1/64)  | Juan Mónaco       | 1er tour (1/64)          | David Nalbandian         | 1er tour (1/64) | Albert Montañés | —               | —              |
| 2009  | —                | —                 | —                        | —                        | —               | —               | —               | —              |
| 2010  | —                | —                 | —                        | —                        | —               | —               | 1er tour (1/64) | Victor Hănescu |
| 2011  | 1er tour (1/64)  | Robin Haase       | 2e tour (1/32)           | Łukasz Kubot             | 1er tour (1/64) | Karol Beck      | 2e tour (1/32)  | Novak Djokovic |
| 2012  | 2e tour (1/32)   | Ivo Karlović      | 1er tour (1/64)          | Lukáš Rosol              | 1er tour (1/64) | Ruben Bemelmans | 1er tour (1/64) | Bernard Tomic  |
| 2013  | 2e tour (1/32)   | Kei Nishikori     | 1er tour (1/64)          | John Isner               | 1er tour (1/64) | Milos Raonic    | 2e tour (1/32)  | Roger Federer  |
| 2014  | 1er tour (1/64)  | É. Roger-Vasselin | 2e tour (1/32)           | Richard Gasquet          | 1er tour (1/64) | S. Stakhovsky   | 1er tour (1/64) | Dudi Sela      |
| 2015  | 1er tour (1/64)  | Richard Gasquet   | 2e tour (1/32)           | Richard Gasquet          | —               | —               | —               | —              |
| 2016  | —                | —                 | 2e tour (1/32)           | David Goffin             | —               | —               | 1er tour (1/64) | Paolo Lorenzi  |
| 2017  | 2e tour (1/32)   | Richard Gasquet   | 1er tour (1/64)          | A. Dolgopolov            | 1er tour (1/64) | N. Basilashvili | 1er tour (1/64) | D. Schwartzman |
| 2018  | —                | —                 | —                        | —                        | —               | —               | 1er tour (1/64) | Milos Raonic   |

N.B. : à droite du résultat se trouve le nom de l'ultime adversaire.

### En double
| Année | Open d'Australie             | Open d'Australie        | Internationaux de France      | Internationaux de France | Wimbledon                  | Wimbledon                | US Open                    | US Open                       |
| ----- | ---------------------------- | ----------------------- | ----------------------------- | ------------------------ | -------------------------- | ------------------------ | -------------------------- | ----------------------------- |
| 2006  | 1er tour (1/32) A. Calleri   | C. Rochus S. Wawrinka   | —                             | —                        | —                          | —                        | —                          | —                             |
| 2007  | —                            | —                       | 1/8 de finale P. Cuevas       | M. Kohlmann R. Schüttler | —                          | —                        | —                          | —                             |
| 2008  | 1er tour (1/32) A. Seppi     | N. Almagro N. Massú     | 1er tour (1/32) P. Capdeville | S. Darcis O. Rochus      | 2e tour (1/16) E. Schwank  | F. Čermák Jordan Kerr    | —                          | —                             |
| 2009  | —                            | —                       | —                             | —                        | —                          | —                        | —                          | —                             |
| 2010  | —                            | —                       | —                             | —                        | —                          | —                        | —                          | —                             |
| 2011  | 2e tour (1/16) Pere Riba     | Bob Bryan Mike Bryan    | 2e tour (1/16) R. Ramírez     | J. Benneteau N. Mahut    | 1er tour (1/32) R. Mello   | J. Delgado J. Marray     | 1er tour (1/32) L. Rosol   | S. Bolelli F. Fognini         |
| 2012  | 2e tour (1/16) L. Mayer      | S. González C. Kas      | 2e tour (1/16) D. Marrero     | J. Melzer P. Petzschner  | 1er tour (1/32) L. Mayer   | J. Melzer P. Petzschner  | 2e tour (1/16) L. Mayer    | A.-U.-H. Qureshi J.-J. Rojer  |
| 2013  | 1er tour (1/32) J. Cerretani | T. Bellucci B. Paire    | 1er tour (1/32) L. Mayer      | P. Cuevas H. Zeballos    | —                          | —                        | 1er tour (1/32) E. Schwank | C. Fleming J. Marray          |
| 2014  | 1er tour (1/32) A. González  | B. Mitchell J. Thompson | 1er tour (1/32) D. Bracciali  | A. Golubev Sam Groth     | 1er tour (1/32) João Sousa | M. Kližan D. Thiem       | 1/4 de finale L. Mayer     | Ivan Dodig M. Melo            |
| 2015  | 2e tour (1/16) L. Mayer      | Bob Bryan Mike Bryan    | 1/8 de finale L. Mayer        | A. Peya B. Soares        | —                          | —                        | —                          | —                             |
| 2016  | —                            | —                       | —                             | —                        | —                          | —                        | 1er tour (1/32) A. Ramos   | R. Lindstedt A.-U.-H. Qureshi |
| 2017  | —                            | —                       | 1er tour (1/32) T. Bellucci   | J.-J. Rojer Horia Tecău  | 1er tour (1/32) A. Ramos   | J. S. Cabal Robert Farah | 1er tour (1/32) A. Ramos   | J. S. Cabal L. Mayer          |

N.B. : le nom du partenaire se trouve sous le résultat ; le nom des ultimes adversaires se trouve à droite.

### En double mixte
| Année | Open d'Australie | Open d'Australie | Internationaux de France | Internationaux de France | Wimbledon                      | Wimbledon                | US Open | US Open |
| ----- | ---------------- | ---------------- | ------------------------ | ------------------------ | ------------------------------ | ------------------------ | ------- | ------- |
| 2011  | —                | —                | —                        | —                        | 1er tour (1/32) M. Kondratieva | Melanie South J. Delgado | —       | —       |

N.B. : le nom de la partenaire se trouve sous le résultat ; le nom des ultimes adversaires se trouve à droite.

## Parcours dans lesMasters 1000
| Année | Indian Wells            | Miami                | Monte-Carlo         | Rome                 | Hambourg puis Madrid   | Canada                | Cincinnati         | Madrid puis Shanghai   | Paris               |
| ----- | ----------------------- | -------------------- | ------------------- | -------------------- | ---------------------- | --------------------- | ------------------ | ---------------------- | ------------------- |
| 2006  | 1er tour V. Spadea      | 2e tour J. Blake     | —                   | —                    | —                      | —                     | —                  | —                      | —                   |
| 2007  | —                       | —                    | —                   | —                    | —                      | —                     | —                  | —                      | —                   |
| 2008  | 1er tour G. Simon       | 1er tour Sam Querrey | —                   | —                    | —                      | —                     | —                  | —                      | —                   |
| 2009  | —                       | —                    | —                   | —                    | —                      | —                     | —                  | —                      | —                   |
| 2010  | —                       | —                    | —                   | —                    | —                      | —                     | —                  | —                      | —                   |
| 2011  | —                       | 3e tour T. Berdych   | —                   | 2e tour Marin Čilić  | —                      | —                     | —                  | —                      | —                   |
| 2012  | 2e tour M. Raonic       | 1er tour Björn Phau  | 1er tour P. Starace | 2e tour R. Federer   | 1er tour M. Granollers | 1er tour M. Baghdatís | 2e tour Mardy Fish | 1er tour D. Istomin    | 2e tour S. Wawrinka |
| 2013  | 1/8 de finale A. Murray | 1er tour Guido Pella | —                   | 1er tour S. Wawrinka | —                      | —                     | —                  | 1/8 de finale R. Nadal | —                   |
| 2014  | —                       | 1er tour D. Young    | —                   | —                    | —                      | —                     | —                  | —                      | —                   |
| 2015  | —                       | 2e tour S. Wawrinka  | —                   | —                    | —                      | —                     | —                  | —                      | —                   |
| 2016  | —                       | —                    | —                   | —                    | —                      | —                     | —                  | —                      | —                   |
| 2017  | —                       | —                    | 2e tour A. Ramos    | 2e tour T. Berdych   | —                      | —                     | —                  | —                      | —                   |

N.B. : sous le résultat se trouve le nom de l’ultime adversaire.

## Victoires sur le top 10
Toutes ses victoires sur des joueurs classés dans le top 10 de l'ATP lors de la rencontre.
| Légende      |
| Grand Chelem |
| Masters 1000 |
| 500 Series   |
| 250 Series   |
| Coupe Davis  |

| # | C.B.  | Tournoi | Année | Surface      | Adversaire    | Rang | Tour   | Score         |
| - | ----- | ------- | ----- | ------------ | ------------- | ---- | ------ | ------------- |
| 1 | no 62 | Oeiras  | 2014  | Terre battue | Milos Raonic  | no 9 | 1/4    | 7-5, 6-4      |
| 2 | no 62 | Oeiras  | 2014  | Terre battue | Tomáš Berdych | no 6 | Finale | 0-6, 7-5, 6-1 |
| 3 | no 41 | Båstad  | 2014  | Terre battue | David Ferrer  | no 7 | 1/4    | 6-3, 6-3      |

## Classements ATP en fin de saison
| Année          | 2000 | 2001 | 2002 | 2003 | 2004 | 2005 | 2006 | 2007 | 2008 | 2009 | 2010 | 2011 | 2012 | 2013 | 2014 | 2015 | 2016 | 2017 | 2018 |
| Rang en simple | 959  | 660  | 297  | 307  | 210  | 97   | 130  | 74   | 153  | 255  | 66   | 60   | 67   | 41   | 72   | 112  | 95   | 112  | 139  |
| Rang en double | 751  | 551  | 488  | 227  | 424  | 170  | 214  | 92   | 123  | 441  | 80   | 71   | 84   | 169  | 170  | 79   | 575  | 310  | 326  |

Source : (en) Classements de Carlos Berlocq sur le site officiel de la Fédération internationale de tennis